# Berkshire Hathaway
Berkshire Hathaway este o companie americană, cu sediul în Omaha, Nebraska, ce deține numeroase subsidiare în domenii precum asigurări, construcții, mobilă și transporturi. Președintele companiei este Warren Buffet, considerat de către revista Forbes ca fiind al treilea cel mai bogat om din lume în aprilie 2007.
Rezultate financiare: (miliarde USD)
| An               | 2008 | 2007 | 2006 |
| ---------------- | ---- | ---- | ---- |
| Cifra de afaceri | 66   | 59,1 | 52,6 |
| Venit net        | 2,2  | 2,3  | 2,1  |